# Korea Open 2010
Korea Open 2010 — жіночий тенісний турнір, що проходив на відкритих кортах з твердим покриттям. Це був 7-й за ліком Korea Open. Належав до турнірів WTA International в рамках Туру WTA 2010. Відбувся в Seoul Olympic Park Tennis Center у Сеулі (Південна Корея). Тривав з 20 до 26 вересня 2010 року.

## Учасниці
| Країна    | Гравчиня                   | Рейтинг1 | Сіяна |
| --------- | -------------------------- | -------- | ----- |
| Росія     | Надія Петрова              | 19       | 1     |
| Росія     | Анастасія Павлюченкова     | 20       | 2     |
| Росія     | Марія Кириленко            | 24       | 3     |
| Іспанія   | Марія Хосе Мартінес Санчес | 25       | 4     |
| Росія     | Аліса Клейбанова           | 29       | 5     |
| Казахстан | Ярослава Шведова           | 36       | 6     |
| Сербія    | Ана Іванович               | 37       | 7     |
| Угорщина  | Агнеш Савай                | 38       | 8     |

- 1 Посів ґрунтується на рейтингові станом на 13 вересня, але може змінюватись.

### Інші учасниці
Нижче подано учасниць, що отримали вайлд-кард на вихід в основну сітку:
- Ана Іванович
- Kim So-jung
- Дінара Сафіна

Нижче наведено гравчинь, які пробились в основну сітку через стадію кваліфікації:
- Сімона Халеп
- Сє Шувей
- Бояна Йовановські
- Намігата Дзюнрі

## Фінальна частина

### Одиночний розряд
Аліса Клейбанова —  Клара Закопалова, 6–1, 6–3
- Для Клейбанової це був другий титул за сезон і за кар'єру.

### Парний розряд
Юлія Гергес /  Полона Герцог —  Наталі Грандін /  Владіміра Угліржова, 6–3, 6–4